# NGC 90

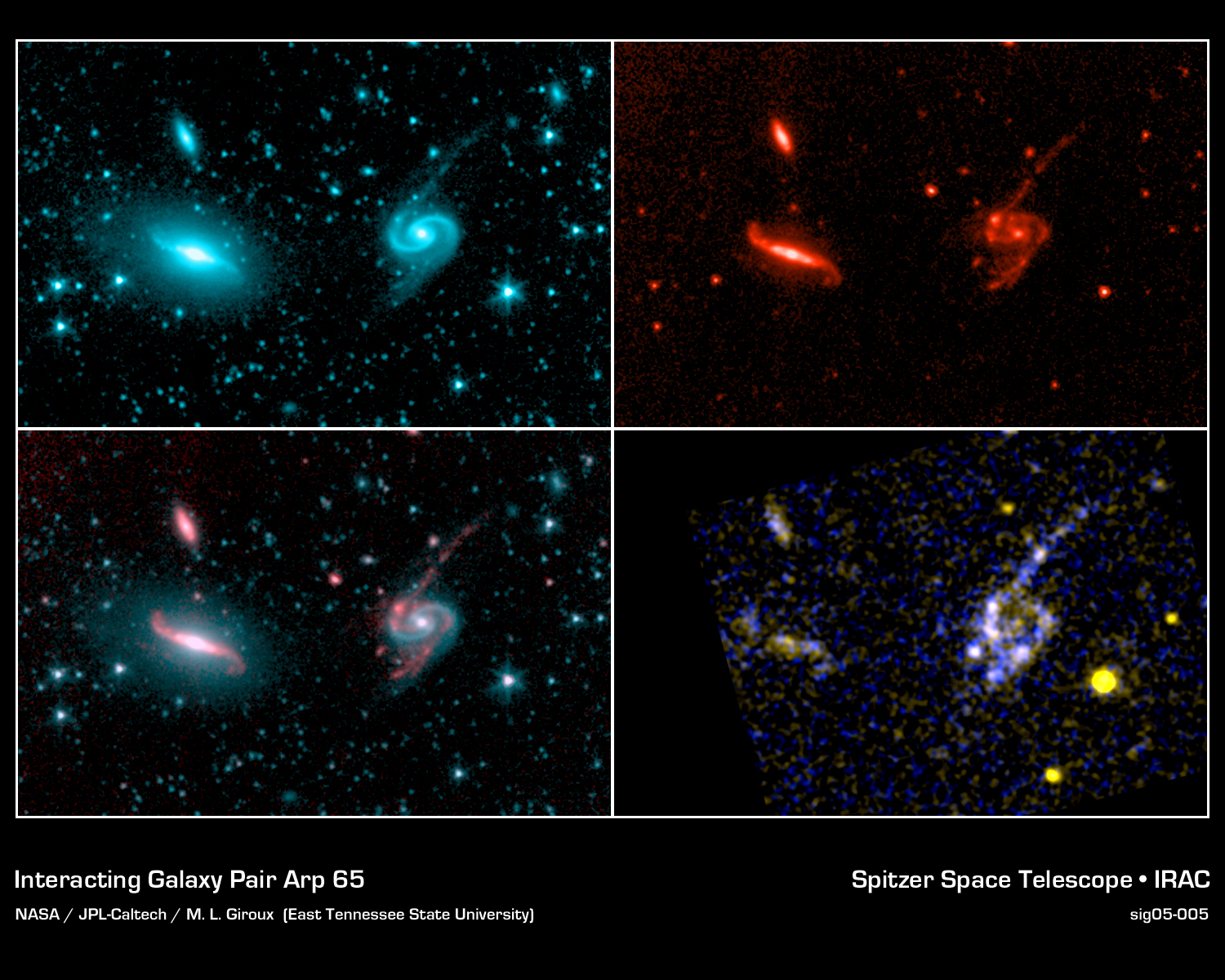
NGC 90 (rechts) en NGC 93 (links), foto van de Spitzer Space Telescope

NGC 90 (ook wel PGC 1405, UGC 208, MCG 4-2-11, ZWG 479.13 of ARP 65) is een balkspiraalstelsel in het sterrenbeeld Andromeda.
NGC 90 werd op 26 oktober 1854 ontdekt door de Ierse astronoom William Parsons.